# Mihaela Ani-Senocico
Mihaela Ani-Senocico (ur. 14 grudnia 1981 w Bystrzycy) – rumuńska piłkarka ręczna, reprezentantka kraju, grająca na pozycji środkowej rozgrywającej. Obecnie występuje w CS Universitatea Jolidon Cluj-Napoca.

## Sukcesy
- Mistrzostwa Rumunia:
  -  2010, 2011, 2012
  -  2007